# 福田町 (倉敷市)
福田町（ふくだちょう）は、岡山県倉敷市水島地域にある地区である。福田の中部から北部を占める。かつての児島郡福田村（初代）であり、狭義での「福田」とされる地域である。
現在も大字の一部に福田町を冠している地域であり、他の旧福田町であった地域のほとんどは大字に福田町を冠していない。

## 概要
大字の福田町の名は略している。

### 浦田
福田地域の北部に位置する。古くは児島郡浦田村（うらたそん）と称し、黒山（112.3m）を中央にして南北に上浦田・下浦田に分かれていたが、当地はその下浦田にあたる。南北を山に挟まれた東西に長い地区で、中部から東部にかけては谷間の地形となっており、集落・人口は西部に偏っている。
浦田はかつて海に面していたが、上浦田は、延宝年間の干拓で陸続きとなったものの、下浦田西部は東高梁川の河口部となり、江戸中期までは海に面していた。対岸の連島の江長沖が干拓されると内陸化し、東高梁川東岸地区となった。
元和元年の清田八幡神社の上葺再興棟札に浦田村の名がある。
江戸時代はほぼ一貫して備前岡山領に属し、『吉備温故秘録』では、児島郡浦田村（上浦田・下浦田あわせて）として、岡山京橋まで海路15里、陸路6里6町、田畑24町9反、家屋75軒、人口501人、池17ヶ所、船3艘の記録がある。
『正保郷帳』では、石高は317石余りで、枝村として黒石村とある。『備中誌』には、承応元年より8-9年前に四十瀬村から酒津川（東高梁川）に汐除土手を築き、浦田へ堰を付けたという記録がある。寛文4年、『備前備中子新田帳』に浦田新田（黒石含む）359石余りとある。また、同年の言上書によると当地の特産として藤戸海苔と記載されている。『撮要録』には、宝永4年に福田村民と野山の扱いで大喧嘩し山相論が勃発したこと、享保元年には大川漁労で渡世していた4ヶ村とともに人数増加のために福田新田開拓願を出したこと、元文年には貢津出しについて吉岡村と相論となったこと、文政8年頃に繰綿問屋の義右衛門が活躍していたことなどが記されている。
『備陽記』には、享保6年に田畑24町反余り、家数75軒、人口501人、池17ヶ所、平太船1艘の記録がある。また年文化年間の『岡山藩領手鑑』には石高257石余り、直高509石余りで、80石余りが蔵入（天領・倉敷支配所）で残りは天城池田の相給であったとされている。また田16町8反余り、畑7町余り、池17ヶ所、樋29ヶ所、井戸10ヶ所、橋7ヶ所、波戸14ヶ所、家数114軒、人口598人、寺1院（蓮華院）、木挽4軒、桶屋3軒、大工2軒、猟師2軒、牛60頭、五反帆1艘、大船1艘、漁船3艘、肥船2艘とある。枝村として、浦益村・黒石村・黒田新田村・八軒屋村（八軒屋は飛び地）が記されている。浦益は田畑6町7反、家数32軒、人口248人。黒田新田は「御朱印高の外」として石高80石余り、家数7人軒、人口47人。『撮要録』によると貞享3年に浦田新田を浦益村、黒石新田を黒石村と称するようになったとある。。
さらには、天保11年の船数船上高書付には六反帆・四反帆・二反帆各1艘がみえる。
明治8年に枝村であった児島郡黒石村と八軒屋村は単独村となり、残りは同郡浦田村となった。
明治11年4月、児島郡浦田・福田・古新田が合併し福田村を新設し、同22年6月1日の村制施行を経て同37年4月に福田・福田新田・呼松の3村が合併し福田村（のち福田町）となる。昭和5年8月に上浦田を分割し、倉敷市（旧）へ割譲した。現在の葦高地域にある浦田がそれである。
現在、西端部を南北に岡山県道274号福田老松線の新道・旧道が南北に通過しており、その周辺は郊外型の市街として発展し、浦益団地や下電団地、雇用促進団地など宅地も多く造成されている。また、県道と同じく水島臨海鉄道も南北に通っており、浦田駅がある。
一方、山間である東部は市街化はされていない。
史跡として、『備陽国誌』に弘長年中の創建と記される古刹である高野山真言宗蓮華院がある。

### 福田
福田の東部山寄り、浦田の南側に位置し、明治初期まで児島郡福田村（ふくだそん）といった。
江戸時代の元禄・宝永の頃までは地区西部が水島灘に面した半農半漁の村で、天城池田家の所領であった。『吉備温故秘録』には、児島郡福田村、海辺山寄岡山京橋まで海路15里、陸路6里、田畑39町5反、家屋71軒、男女483人との記載がある。
元和元年、清田八幡神社の上葺再興棟札に福田村の名が見える。『正保郷帳』では、石高292石余りと記録されている。『備陽記』によれば、享保6年の『蔵入并知行高村分帳』では、天城池田領とあり、田畑29町5反余り、池1ヶ所、家数71軒、人口483人。また、文化年間の『岡山藩領手鑑』によろと石高292石余り、田19町3反余り、畑9町6反余り、池10ヶ所、樋13ヶ所、井戸12ヶ所、橋4ヶ所、家数163軒、人口926人、寺院1院（般若寺）、大工・桶屋各4軒、紺屋2軒、張物師1軒とある。貞享3年には池田主水の鉄砲留場であったが、元禄元年に御免となっている。宝永4年には北隣の浦田村と下草刈り場を巡り山論が起き、翌年に福田分の山畝が33町余りとされた。さらには元禄4年と天保11年に東にある粒江村とも山論がおこったことが『撮要録』に記されている。
享保9年、沖合を干拓し、223町歩の新田を開発、福田沖新田村（現・古新田）として枝村とした。これにより福田村は内陸化し、以降は完全に農村となった。
明治11年、福田・浦田・古新田の3村が合併し、福田村を新設。同22年の村制施行を経て、37年に福田・福田新田・呼松と合併し福田村（のち福田町）を新設した。
水島の市街化に伴い当地も、水島管内の他地区と同様に宅地などが急速に増えたが、他地区に比べると市街化の進展具合は遅く農地や山地も多くある。
古城池トンネルで倉敷中心市街地と市道古城池線で連絡している。

### 古新田
福田地域の中東部に位置し、南北に広い平地からなる。明治初期の児島郡古新田村（こしんでんそん）に相当する。近世における干拓平野であり、干拓時の旧堤防上を岡山県道274号福田老松線が通る。
この辺りは江戸中期まで前述の福田村沖の水島灘の奥まった入江状になっていた。中世後期から吉備の穴海西部の阿知の海が徐々に干拓されて陸地化していくと、高梁川の流路も南へ伸び、河口も南下。福田村沖の入江は東高梁川の河口部に近くなり、沖積作用により徐々に干潟が広がるようになっていった。
正徳6年、児島西部5ヶ村（宇野津・呼松・広江・福田・浦田）が東高梁川の流砂のために磯漁が困難になったとして、児島郡林村の九郎兵衛が新開願を領主に提出した。享保2年から9年の間に備前岡山藩が干拓事業を行ったが、岡山藩の許可を得て直ちに築堤工事が開始されたが、翌年に上流18ヶ村より悪水吐故障を理由に反対が出て中断となっている。のちに村方より出訴し、同8年に水吐故障の村々へ熟談し解決、9年に完成し233町歩の新田が開発され、同10年に堤防の完成を江戸表に届け出ていることが『池田家履歴略記』に記されている。
新田は、児島郡福田沖新田村（ふくだおきしんでんそん）と名付けられ、福田村の枝村となり、幕末まで岡山領分となる。後に独立村となり、福田新田村（ふくだしんでんそん）と改称する。嘉永5年、当地の沖合を干拓し、955町歩の大規模新田が完成すると福田新田の名を譲り、福田古新田村（ふくだこしんでんそん）に再改称する。『吉備温故秘録』には、1317石2斗3升の石高が記録されている。
寛政12年、『撮要録』に用水不足のため、浦田村内に用地の築造を願い出たとある。文化年化の『岡山藩領手鑑』には、石高1335石余り、田95町9反余り、畑62町8反余り、樋37ヶ所、家数210軒、人口1126人、牛98頭、猟師2人、大工3軒、紺屋・桶屋各2軒、船6艘、四反帆1艘、三反帆3艘、二反帆1艘、漁船10艘、肥船5艘とある。
明治になる頃には古新田村（こしんでんそん）と称するようになっていた。明治11年、古新田・福田・浦田の3村が合併し、福田村を新設。同22年の村制を施行する同村内の大字として福田古新田と改称、当地の字松竹梅に役場が置かれた。同37年に福田・福田新田・呼松と合併し福田村（のち福田町）を新設、以前と同じ当地の字松竹梅に役場が置かれた。現在は役場・支所はなく大字は福田町古新田としている。
水島工業地帯の造成と水島中心部の市街化の影響で宅地化が急速に進行し、県道274号線や市道古城池線などを中心に幹線道路沿いも整備され、沿線はロードサイド店舗も多く立地しているが、一方農地も多く、米栽培なども行われている。字松竹梅付近から東塚にかけての地区は現在においても福田地域の中枢的な場所である。南端部には倉敷市営水島緑地福田公園やライフパーク倉敷など文化施設がある。

## 学区
小学校区
全域が第二福田小学校区。
中学校区
全域が福田中学校区。

## 地勢
山岳
- 城山
- 黒山

ため池
- 真弓池
- 古城池

河川
- 八軒川

## 主要施設
行政施設
- 福田交番 - 古新田
- 倉敷市中央斎場 - 福田

教育・保育施設
- 倉敷市立第二福田小学校 - 古新田
- 倉敷市立第二福田幼稚園 - 古新田
- 倉敷市立浦田保育園 - 浦田
- ゆりかご保育園 - 福田
- 倉敷市立福田中学校 - 古新田
- 倉敷市立福田南中学校 - 古新田
- 岡山県立倉敷古城池高等学校 - 古新田

金融機関
- 水島信用金庫 福田支店 - 古新田

医療施設
- 正吉医院 - 浦田

文化・学術施設
- ライフパーク倉敷 - 古新田
- 埋蔵文化財センター - 古新田
- 倉敷科学センター - 古新田

企業事業所
- 三水工業 - 浦田
- 小原プレス - 浦田
- 光工業 - 浦田

商店
- ニシナ 古城池店 - 古新田
- クチキ - 古新田
- ドライブイン古城池 - 古新田

娯楽施設
- 倉敷市射撃場 - 浦田
- 水島ゴルフガーデン - 浦田
- 倉敷市水島緑地福田公園 - 古新田

神社仏閣
- 龍王院 - 真言宗、福田
- 般若寺 - 真言宗、福田
- 蓮花院 - 真言宗、浦田
- 巌山最上稲荷大明神 - 福田
- 荒神社 - 福田
- 中桐神社 - 福田
- 天神社 - 福田
- 三宝大明神 - 浦田
- 若王子大明神 - 浦田
- 濱田神社 - 古新田

他
- 雇用促進住宅 - 浦田
- 下電浦田団地 - 浦田
- 浦益団地 - 浦田

## 名所・旧跡
- 黒山城址 - 浦田
- 蓮華院 - 浦田
- 福田貝塚 - 福田

## 交通
道路
- 岡山県道274号福田老松線
- 倉敷市道駅前古城池霞橋線
  - 古城池トンネル